# Synagoga v Liptovském Mikuláši
Synagoga v Liptovském Mikuláši je klasicistní budova neologické synagogy z poloviny 19. století, která se nachází na ulici Hollého 14 v historickém centru města Liptovský Mikuláš. Byl jí udělen status Národní kulturní památka Slovenské republiky.

## Historie a charakteristika
Neologická synagoga v Liptovském Mikuláši je synagogální stavba postavená v klasicistním slohu v letech 1842-1846. Budova má obdélníkový půdorys o rozměrech 39 x 22 metrů. V roce 1846 byla synagoga také otevřena.
Budova je postavena s plochým trámovým stropem a původně měla strohý interiér. Budova v dnešní podobě pochází z roku 1906, kdy byla renovována. Během této renovace se na budově objevily některé secesní prvky. Vnitřní výzdoba je secesní a vznikla během této renovace.
Synagoga byla třikrát poškozena požárem, a to v letech 1878, 1883 a 1904.
Je součástí městské památkové rezervace v Liptovském Mikuláši.
Budova synagogy byla zapsána na seznam kulturních památek 23. března 1963. V roce 1991 byla budova synagogy zpřístupněna veřejnosti, spravuje ji Muzeum Janka Krále a je v ní umístěna expozice věnovaná historii židovské komunity v Liptovském Mikuláši.

## Zajímavosti
- Je jednou z největších synagog na Slovensku.
- Budapešťský architekt Leopold Baumhorn použil při rekonstrukci v roce 1906 unikátní systém ocelových sítí na podporu omítky, a proto je budova synagogy také významnou technickou památkou.
- Židovská náboženská obec vlastnila budovu synagogy až do roku 1979, kdy ji koupilo město.

## Galerie

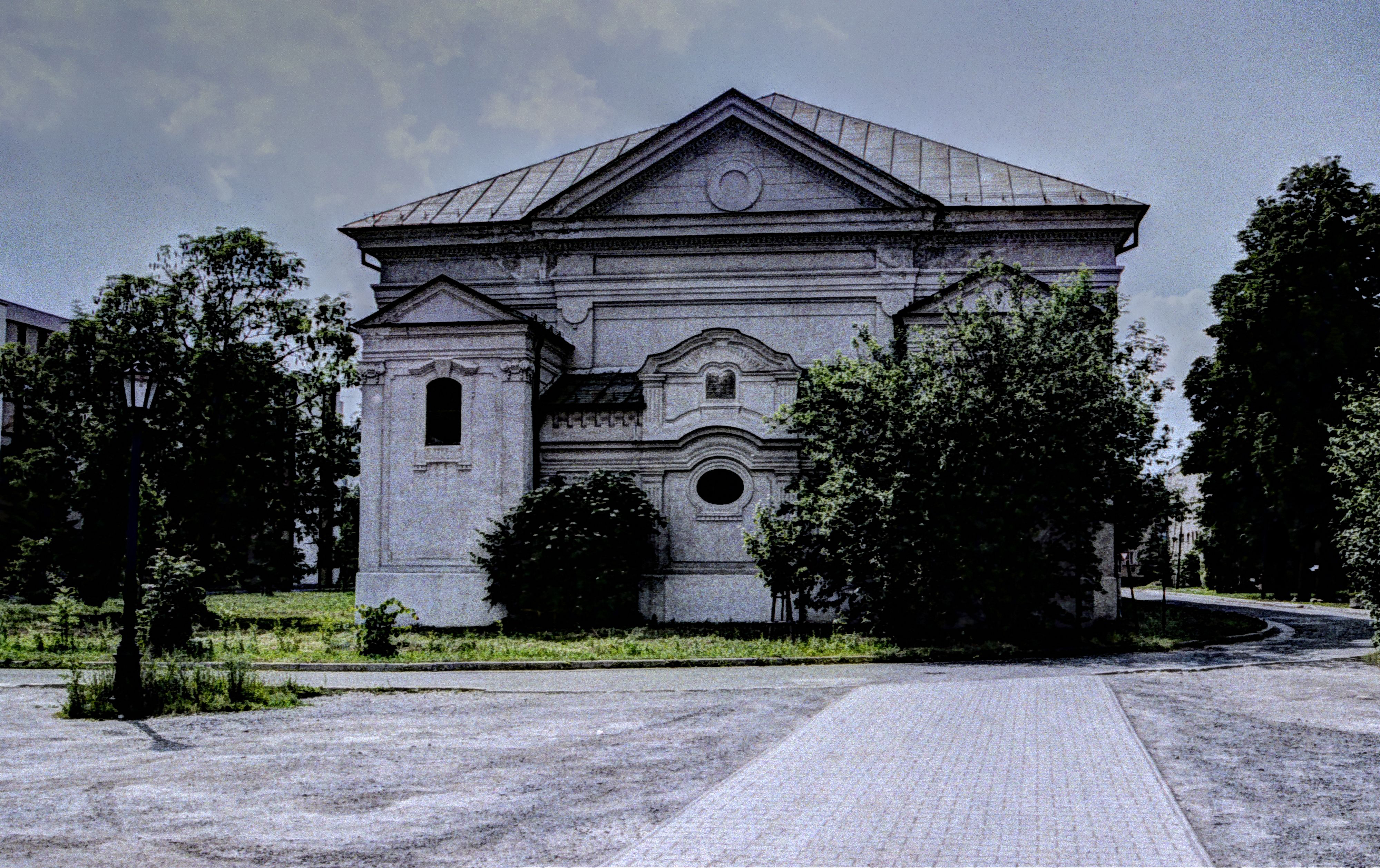
Pohľad na synagógu z východu
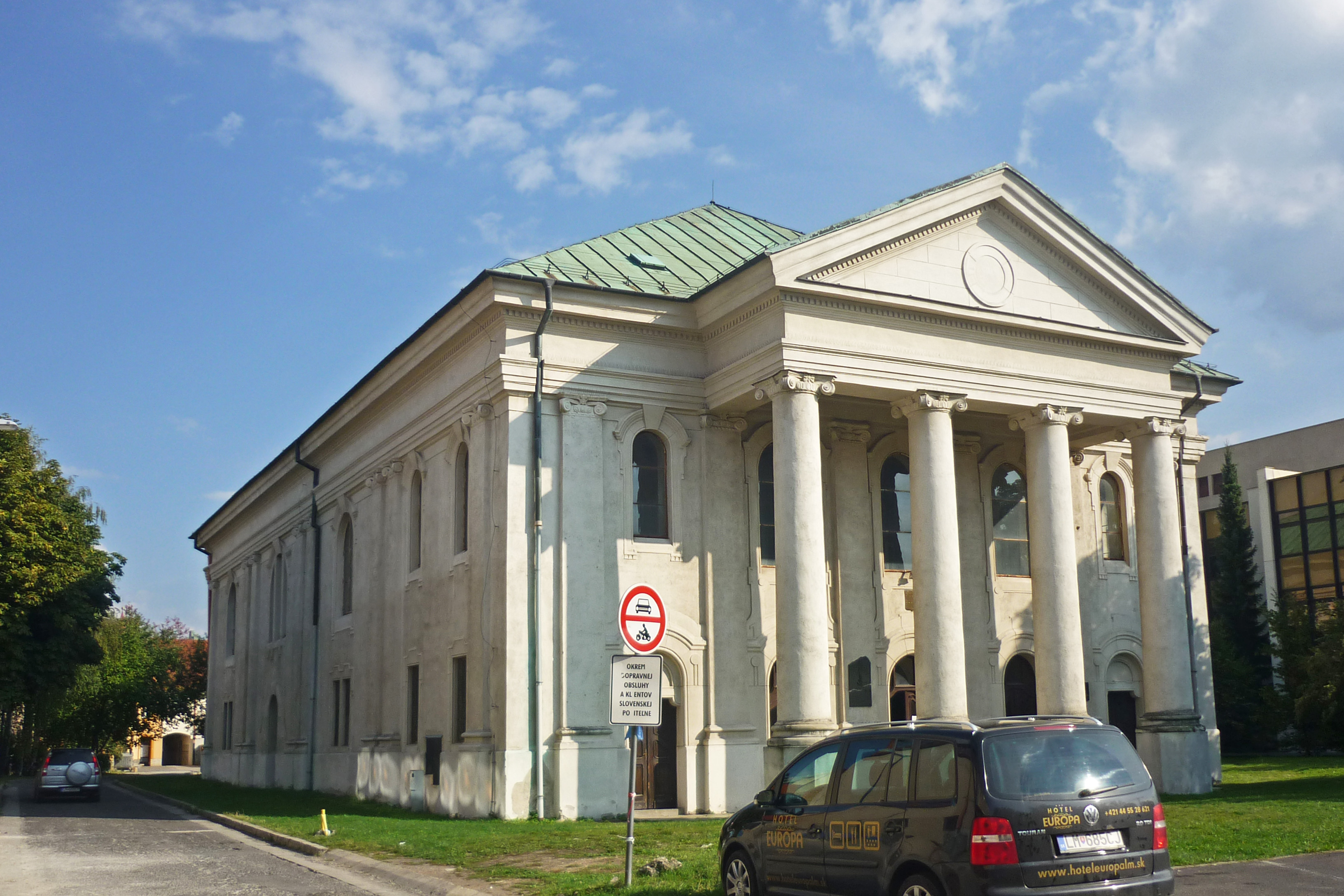
Celkový pohled na budovu ze severozápadu
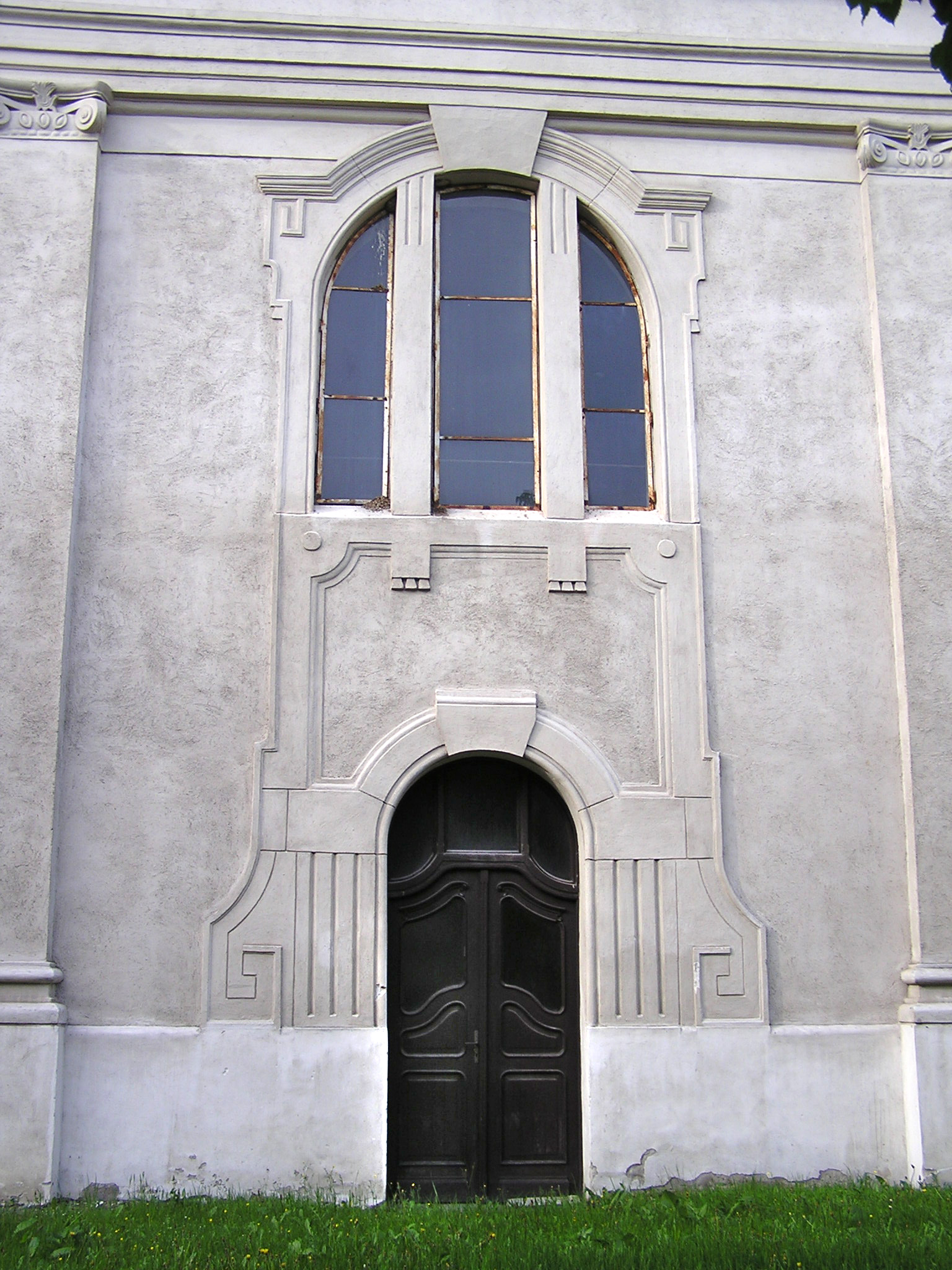
Detail venkovní fasády
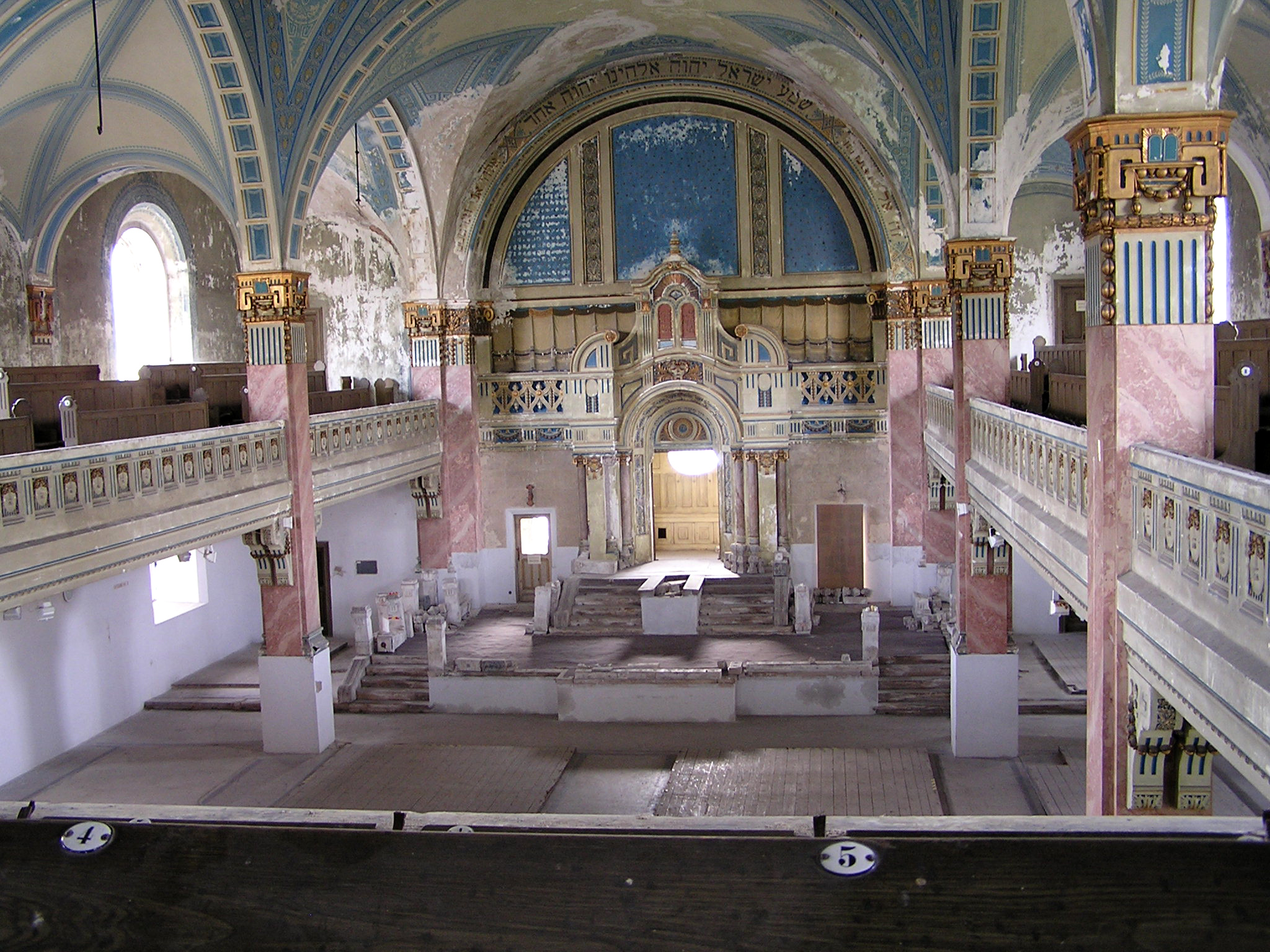
Interiér synagogy
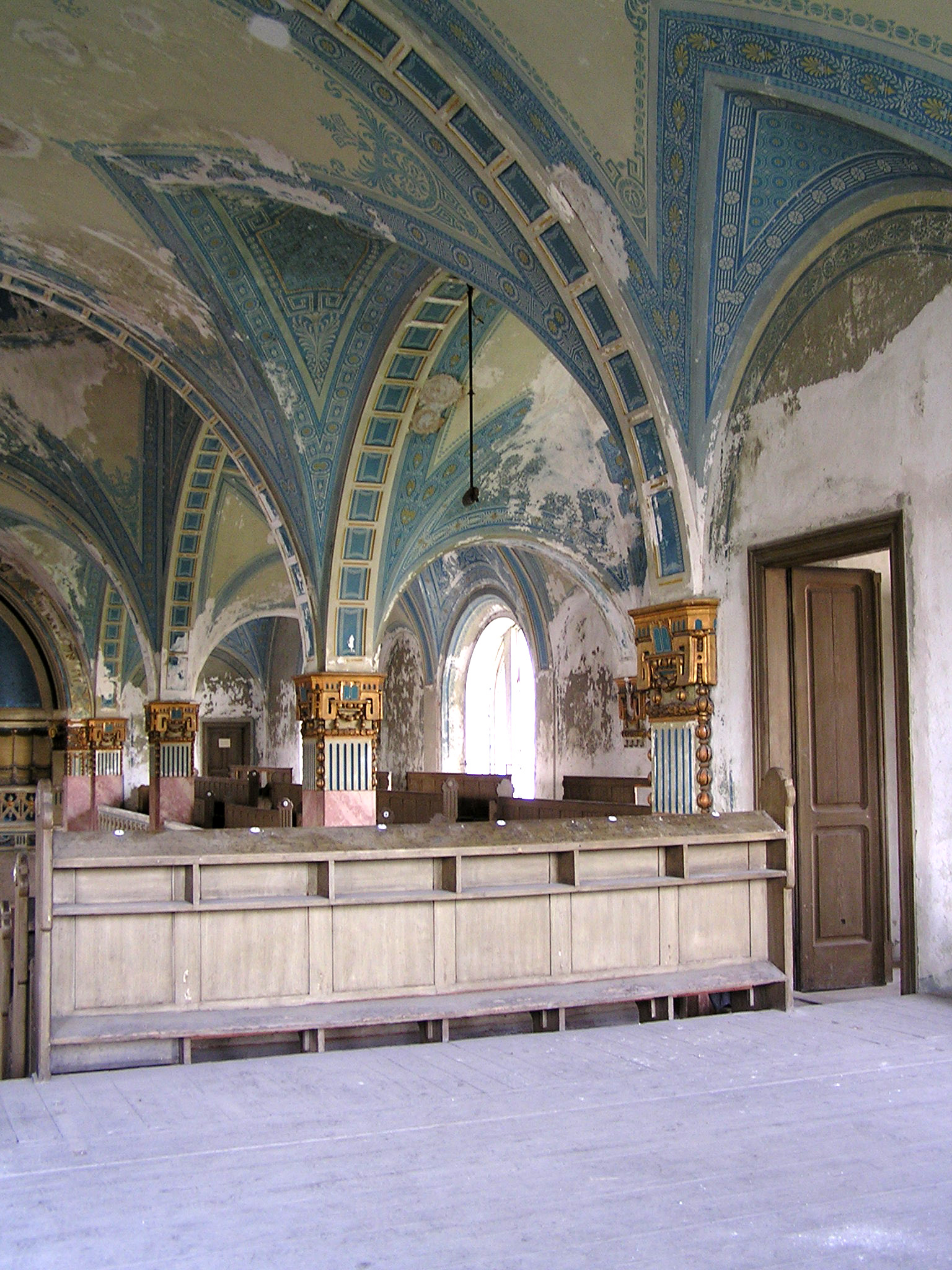
Interiér synagogy
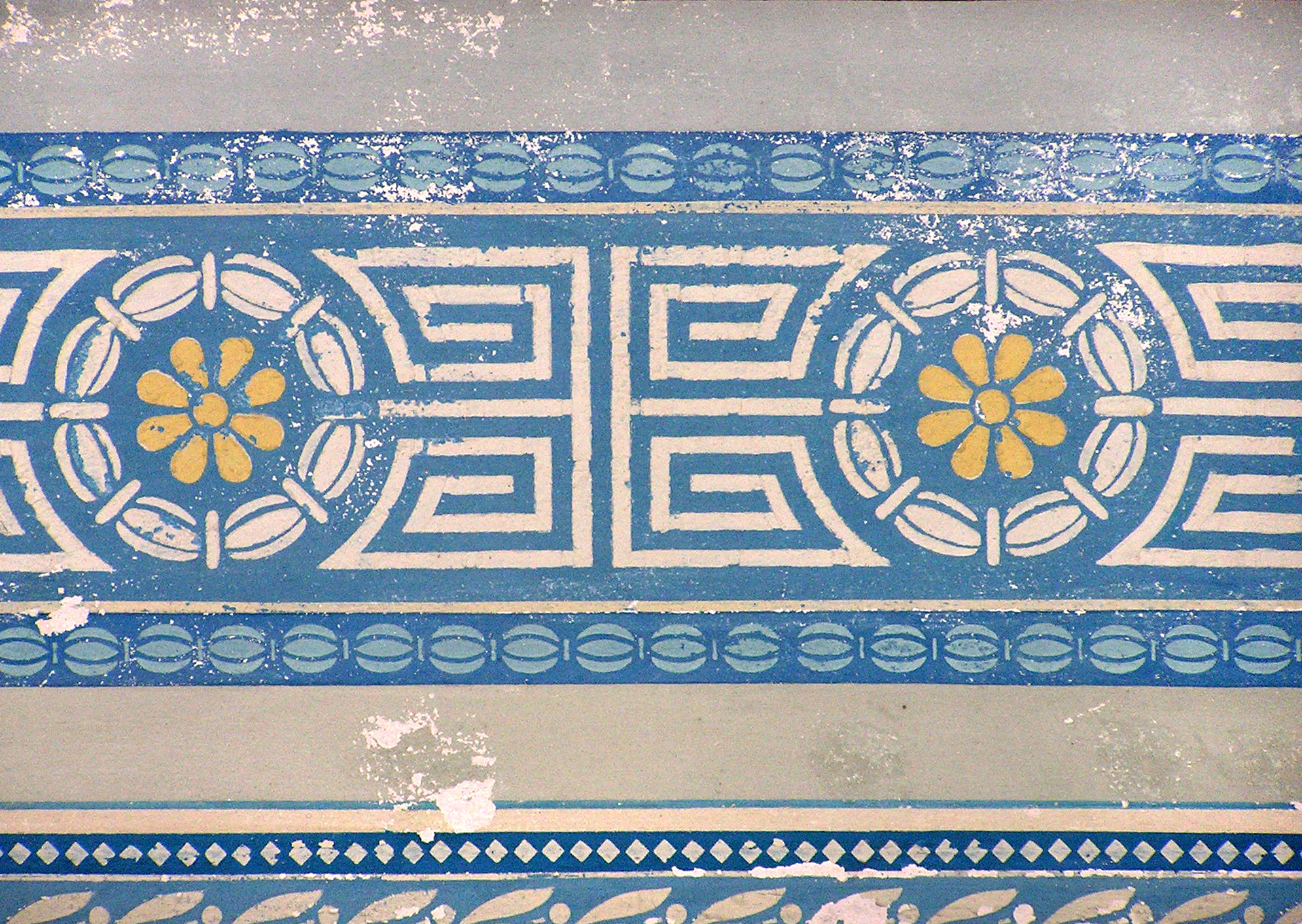
Detail z interiéru